# Prima direttiva
Nell'universo fantascientifico di Star Trek, la prima direttiva (Prime Directive) è la norma fondamentale  della Federazione dei Pianeti Uniti che vieta fermamente di interferire nello sviluppo naturale di una civiltà o negli affari interni di un governo di un altro pianeta finché essa non abbia sviluppato la tecnologia dei viaggi interstellari.

## Descrizione
La formulazione della prima direttiva viene accreditata al produttore della serie originale Gene L. Coon. La prima direttiva è chiaramente ispirata dal paragrafo 7 dell'articolo 2 della Carta delle Nazioni Unite. È stata vista inoltre come una critica alla Guerra del Vietnam che veniva combattuta in quegli anni.
La prima direttiva vieta tutti i contatti che potrebbero influenzare le civiltà meno progredite inquinandone lo sviluppo culturale, in tutti quei mondi il cui progresso tecnologico non è ancora giunto alla scoperta della propulsione a curvatura, tecnologia che permette alle navi stellari di superare la velocità della luce e di conseguenza il viaggio interstellare, aprendo la via al contatto con altre forme di vita e civiltà.
Questa direttiva, con le sue interpretazioni più o meno elastiche date da parte dei capitani e i conflitti etici che ne scaturiscono, costituisce il sottotema di molti degli episodi sia della serie originale sia delle serie successive. Nella serie Star Trek: Enterprise, essendo un prequel della serie originale, questa importante norma non è ancora stata sviluppata, e ciò ha conferito agli sceneggiatori una maggiore libertà d'azione nel trattare il tema del primo contatto con altre specie senzienti.
Come si apprende in un episodio di Star Trek: Voyager, la prima direttiva può essere superata solo dalla direttiva Omega, un protocollo segretissimo di cui sono a conoscenza solo i capitani e gli alti ammiragli della Flotta Stellare, volto alla distruzione di una materia spaziale estremamente rara e pericolosa.

## Prima direttiva temporale
A fianco della Prima direttiva, è stata col tempo introdotta e sviluppata la Prima direttiva temporale, di carattere analogo, ma riguardante i viaggi nel tempo, secondo la quale in nessun caso è concesso influenzare o cambiare il normale corso degli eventi così come è conosciuto.
Nel XXIX secolo si sa che a vigilare che non ci siano violazioni c'è una sezione della Flotta stellare, la Commissione per l'Integrità Temporale, composta da ufficiali autorizzati a utilizzare tramite le "navi temporali" i viaggi nel tempo per riparare eventuali violazioni.
Nella serie Enterprise si scopre che gli accordi originari dei viaggi nel tempo, i cosiddetti "Accordi Temporali", stabilivano di usarli solo per studi storici e per osservazioni, senza interferenze, ma la violazione di questi accordi da parte di alcune fazioni (come i Na'kuhl) ha portato alla Guerra fredda temporale.
Nella serie Voyager un seccato capitano Braxton fa notare al capitano Janeway che la USS Voyager compare troppo spesso nel loro radar delle violazioni, tant'è che le continue (a suo dire) incursioni dell'astronave gli procurerà una psicosi temporale, una sorta di esaurimento nervoso che lo porterà ad avere comportamenti pericolosi.
L'esistenza della Prima direttiva temporale non fermerà l'ammiraglio Janeway di una linea temporale alternativa a cambiare il corso degli eventi pur di far tornare la USS Voyager a casa dopo 7 anni di viaggio anziché 23 come avvenuto per la sua realtà.